# میک مک‌کی (قایقران روئینگ)
میک مک‌کی (انگلیسی: Mike McKay؛ زادهٔ ۳۰ سپتامبر ۱۹۶۴) قایقران روئینگ اهل استرالیا بود.
وی در مسابقات کشوری و بین‌المللی در مجموع برندهٔ ۳ مدال طلا، ۱ مدال نقره، ۲ مدال برنز شده‌است.